# Ямки Венеры

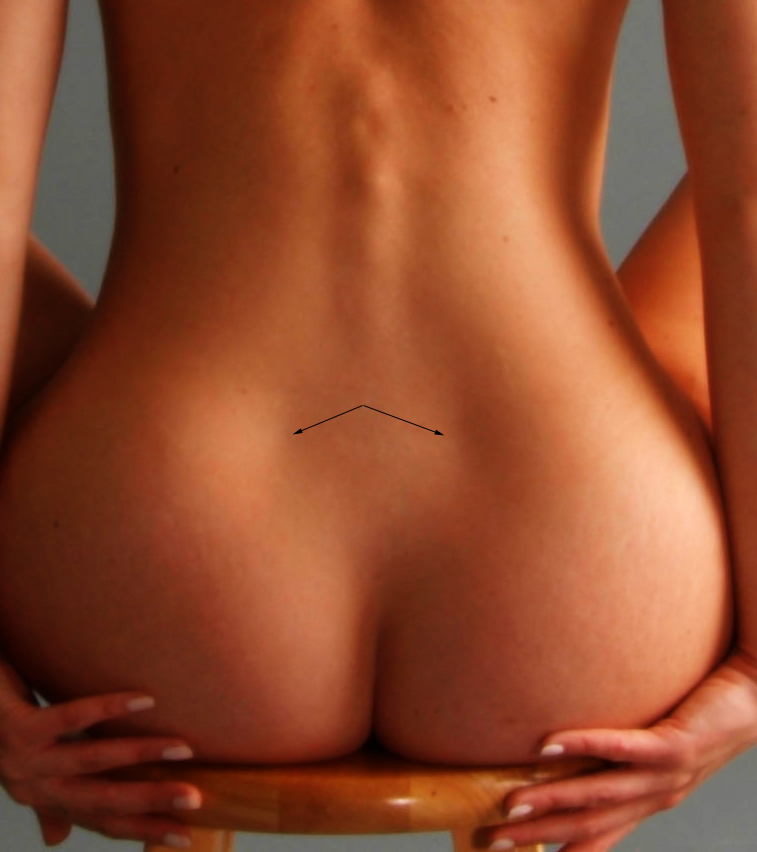
Сидящая женщина с ямками Венеры. Две стрелки указывают на обе ямки.

Ямки Венеры, поясничные ямки или ямочки Венеры (лат. fossae lumbales laterales — боковые ямки поясничного отдела, «боковые поясничные вдавления») — сагиттальные симметричные углубления, иногда видимые в нижней части человеческой спины, сверху от ягодичной расщелины.
Ямки Венеры находятся непосредственно над крестцово-подвздошными суставами, местами прикрепления крестца к подвздошной кости таза.
Термин «ямки Венеры» является неформальным, однако служит исторически принятым названием в медицинской среде для поверхностной топографии крестцово-подвздошных суставов. Эти углубления создаются короткой связкой, простирающейся между задней верхней подвздошной остью и кожей. Её длина и способность к растяжению определяются генетическими факторами. Эти ямочки могут ограничивать область спины, известную как ромб Михаэлиса — отправную точку при измерении таза беременных женщин.
Существуют и другие связки кожи, тянущиеся из глубины тела к поверхности, такие как «связки Купера», которые присутствуют в груди и находятся между основной фасцией и кожей грудной клетки.
Существует ещё одно использование для термина «ямки Венеры» в хирургической анатомии. Это два симметричных углубления на задней стороне крестца, которые также содержат венозный канал. Они используются в качестве ориентира для поиска верхних суставных фасеток крестца в качестве руководства при установке крестообразных винтиков в хирургии позвоночника.
Считаются признаком красоты и объектом фетишизма, что отражает их название, от имени римской богини красоты Венеры. В 2017 году отмечалось распространение моды на искусственное формирование ямок Венеры с помощью пластической хирургии.